# MoTrip

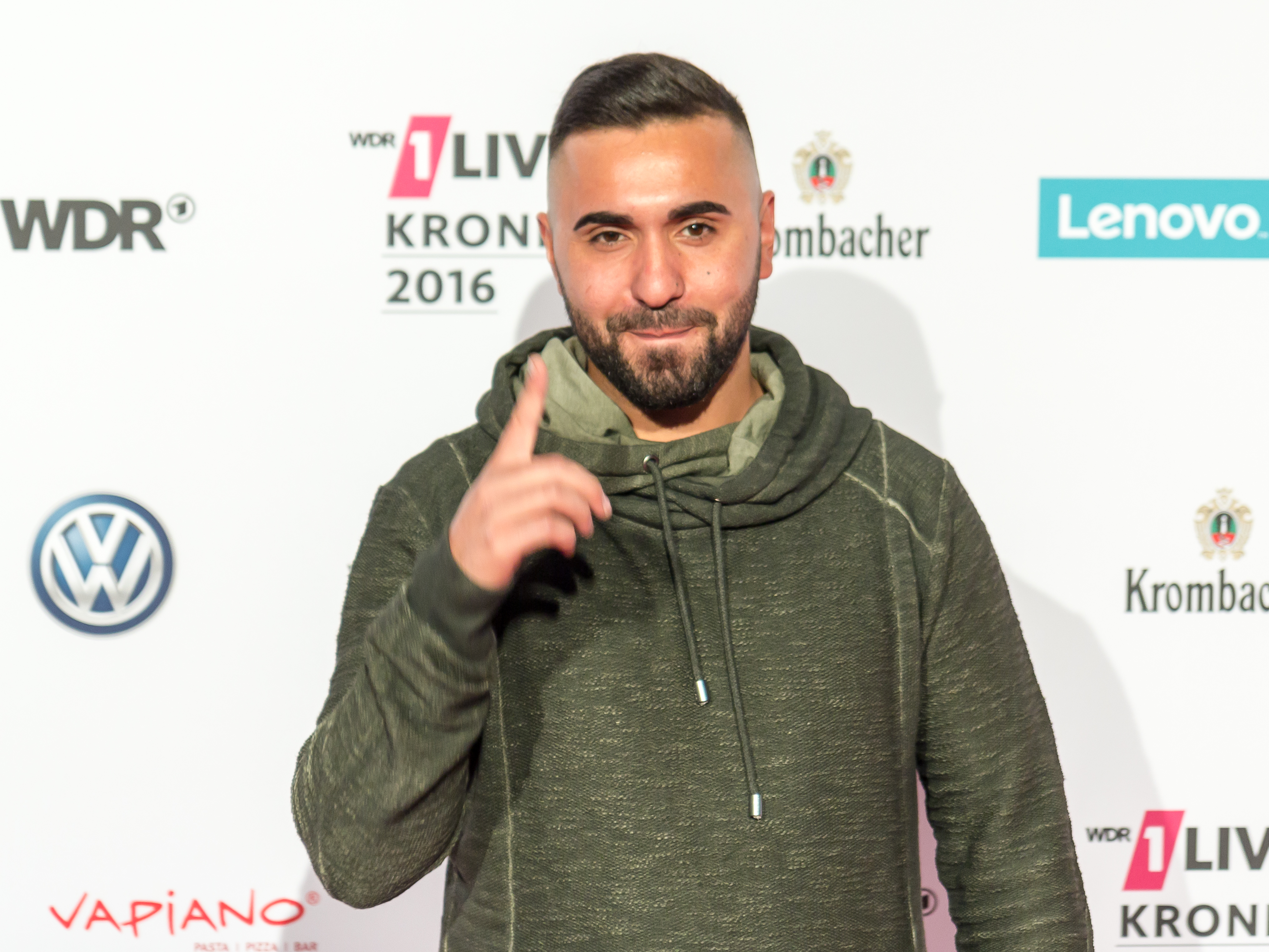
MoTrip (2016)

MoTrip (* 7. März 1988 in Beirut, Libanon; bürgerlich Mohamed El Moussaoui, arabisch محمد الموساوي) ist ein deutscher Rapper libanesischer Herkunft. Sein Künstlername beinhaltet die im Vor- und Nachnamen vorkommende Buchstabenkombination Mo, ähnelt aber auch dem arabischen Wort مُطْرِب, DMG muṭrib ‚Sänger‘. Seit Ende 2011 steht er bei Universal Music unter Vertrag.

## Biografie

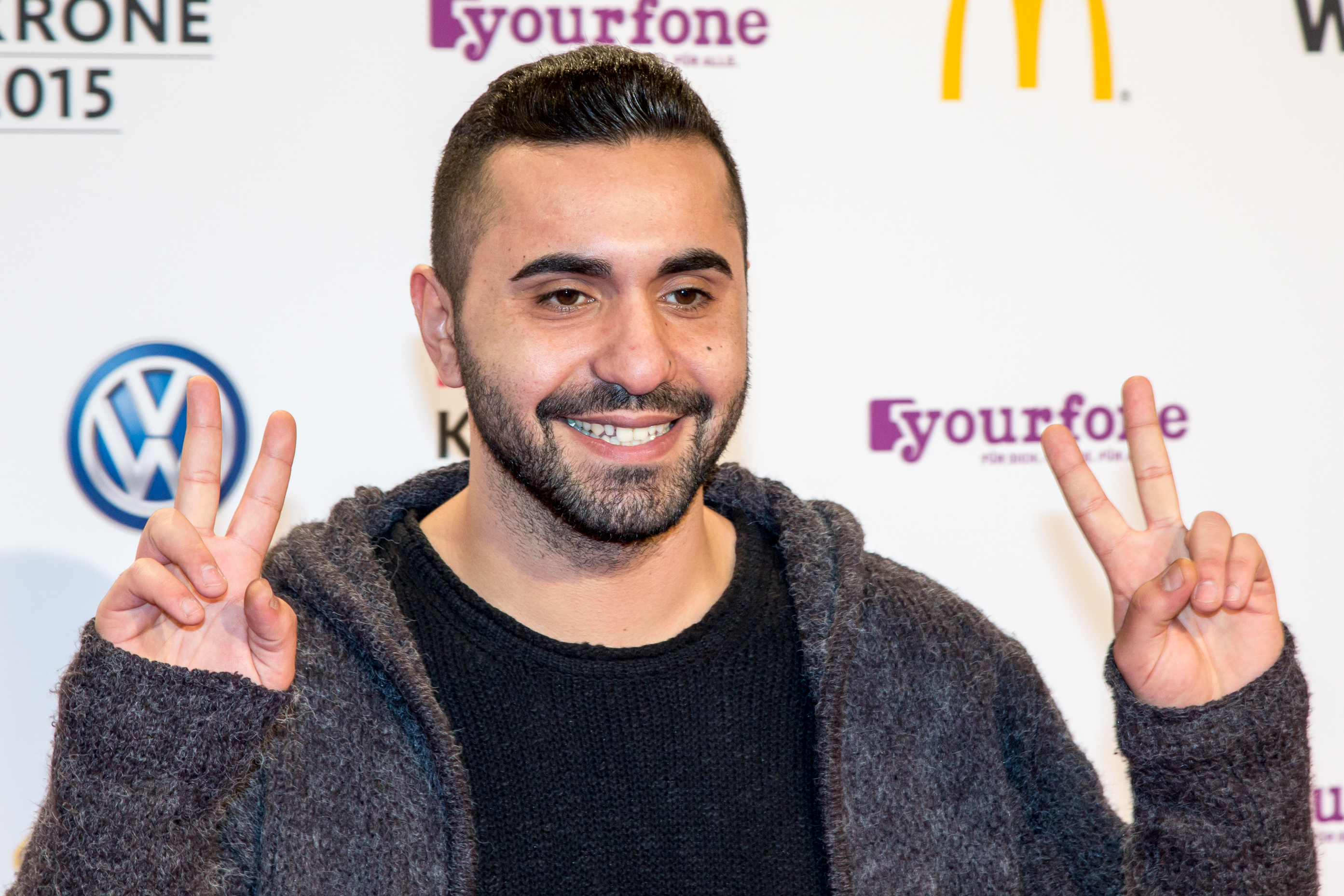
MoTrip bei der 1LIVE Krone 2015

MoTrip wurde als Mohamed El Moussaoui in der libanesischen Hauptstadt Beirut geboren. Seine Familie wanderte 1989 wegen des damaligen Bürgerkriegs aus seiner Heimat nach Deutschland aus. Seither lebt er in Aachen. Aufgewachsen ist er in Aachen-Mitte am Blücherplatz. Durch den Einfluss seines älteren Bruders Hassan El Moussaoui, bekannt als Elmo, kam er schon in jungem Alter zum Rap und begann mit 15 Jahren seine ersten eigenen Texte zu schreiben. Als Vorbild zu dieser Zeit gibt MoTrip Kool Savas an, der ebenfalls Wurzeln in Aachen hat. Nach einigen veröffentlichten Liedern und positiven Resonanzen wurden diverse bekanntere Rapper auf MoTrip aufmerksam. So kam es beispielsweise zu Kollaborationen auf Veröffentlichungen der Künstler Kool Savas, Samy Deluxe, Fler, Massiv, Silla und JokA. Im Jahr 2011 war MoTrip ebenfalls auf dem Soundtrack zum Film Blutzbrüdaz von Sido vertreten.
Ende 2011 unterschrieb MoTrip einen Vertrag beim Major-Label Universal Music. Sein Debütalbum Embryo, auf dem unter anderem Gastbeiträge von Marsimoto, Silla, JokA und RAF 3.0 enthalten sind, erschien am 2. März 2012. Als erster Song des Albums wurde Mitte 2011 bereits der Titel Albtraum inklusive Musikvideo veröffentlicht, bis am 24. Februar 2012 die erste Single Kennen inklusive Musikvideo folgte.
Eigenen Angaben zufolge ist MoTrip mehrfach als Ghostwriter für andere Rapper tätig geworden. 2011 behauptete zudem der Rapper Eko Fresh via Twitter, dass MoTrip das im selben Jahr erschienene Fler-Album Airmax Muzik II geschrieben habe. Auf dem Lied Vollmond des ebenfalls 2011 erschienenen Fler-Albums Im Bus ganz hinten sowie den Titeln Selbst ist der Mann, Lebende Legende, Lass mich allein, Das echte Leben, Nicht so wie ihr, Theorie & Praxis, Aaliyah, Grenzenlos und A.M.Y.F. des 2012 veröffentlichten Albums AMYF des Berliner Rappers Bushido ist MoTrip darüber hinaus offiziell als Co-Autor ausgewiesen.
Im September 2013 veröffentlichte MoTrip den Song Guten Morgen NSA, der sich thematisch mit der Überwachungs- und Spionageaffäre 2013 befasst. Dieser stand eine Woche auf Platz 80 der deutschen Singlecharts und war MoTrips erster Single-Charterfolg.
Am 19. Juni 2015 wurde MoTrips zweites Soloalbum Mama veröffentlicht, das auf Platz 3 der deutschen Charts einstieg. Der Titel So wie du bist aus diesem Album erreichte Platz drei in den deutschen Single-Charts und wurde der größte Erfolg von MoTrips Karriere.
2016 spielte er in einer Folge der RTL-Serie Der Lehrer mit, die am 9. Februar 2017 ausgestrahlt wurde.
Am 1. Oktober 2018 gab MoTrip die Vertragsunterzeichnung des Rappers Lenny Morris bekannt, der bei MoTrips Universal Urban Edition „GHOST“ unterschrieben hat.
Am 7. Dezember 2018 erschien das Kollaboalbum Mohamed Ali mit Ali As. Das Album erreichte Platz 43 der deutschen Charts. 2019 spielten sie zusammen auf dem Openair Frauenfeld und dem Splash.
MoTrip war einer der sieben Teilnehmer der siebten Staffel von Sing meinen Song – Das Tauschkonzert. Ebenfalls in der Staffel mit dabei sind Max Giesinger, Nico Santos, Lea, Ilse DeLange, Jan Plewka sowie Michael Patrick Kelly als Moderator. In der ersten Sendung gelang ihm gleich der „Song des Abends“ mit seiner Neuinterpretation von Giesingers 80 Millionen. Er behielt die Komposition bei, änderte jedoch weitestgehend den Liedtext. Statt vom Suchen und Finden der großen Liebe rappt beziehungsweise singt er davon, wie er und seine Familie vor dem Krieg aus dem Libanon flüchten mussten und wie er in Deutschland als einer von „80 Millionen“ seine Identität sowie seine große Liebe fand. Während des Auftritts in der Show rührte er Giesinger sowie die weiteren Teilnehmer zu Tränen. Das Stück platzierte sich in den deutschen Singlecharts auf Position 60. Am 22. Mai 2020 erschien sein Best-of-Album Elemente. Auf dem Album befinden sich zudem drei neue Songs.
Seit dem Oktober 2020 moderiert MoTrip gemeinsam mit Aminata Belli die Talkshow „deep und deutlich. Eine NDR Talk Show“ im Norddeutschen Rundfunk.
2021 wirkte er beim Album Krone der Schöpfung von Die Prinzen bei einer neuen Version des Hits Millionär zusammen mit dem Rapper Eko Fresh mit.

## Diskografie
Studioalben

| Jahr | Titel Musiklabel     | Höchstplatzierung, Gesamtwochen, AuszeichnungChartplatzierungen (Jahr, Titel, Musiklabel, Platzierungen, Wochen, Auszeichnungen, Anmerkungen) | Höchstplatzierung, Gesamtwochen, AuszeichnungChartplatzierungen (Jahr, Titel, Musiklabel, Platzierungen, Wochen, Auszeichnungen, Anmerkungen) | Höchstplatzierung, Gesamtwochen, AuszeichnungChartplatzierungen (Jahr, Titel, Musiklabel, Platzierungen, Wochen, Auszeichnungen, Anmerkungen) | Anmerkungen                                             |
| Jahr | Titel Musiklabel     | DE | AT | CH | Anmerkungen                                             |
| ---- | -------------------- | --- | --- | --- | ------------------------------------------------------- |
| 2012 | Embryo Urban Records | DE9 (3 Wo.)DE | AT14 (1 Wo.)AT | CH14 (2 Wo.)CH | Erstveröffentlichung: 1. März 2012                      |
| 2015 | Mama Vertigo Records | DE3 Gold · (16 Wo.)DE | AT5 (9 Wo.)AT | CH3 (20 Wo.)CH | Erstveröffentlichung: 19. Juni 2015 Verkäufe: + 100.000 |

## Auszeichnungen
Hiphop.de Awards
- 2011: in der Kategorie: Bester Newcomer National[14]
- 2013: in der Kategorie: Bestes Release National (für Embryo)[15]
- 2015: in der Kategorie: Bestes Release National (für Mama)[16]